# Тапа (локомотивное депо)
Тапа — локомотивное депо эстонских железных дорог, принадлежащее компании EVR Cargo.

## История
В 1876 году станция Тапа была официально признана узловой железнодорожной станцией, и на её территории было построено небольшое депо для техобслуживания двух паровозов одновременно. Это здание просуществовало до 1912 года, когда было построено нынешнее здание локомотивное депо. В 1938 году к нему добавились кузница, мастерские и бытовые помещения.
В годы немецкой оккупации (август 1941 — сентябрь 1944) депо было полностью разрушено, но было восстановлено после окончания войны. 14 января 1950 года к локомотивному депо добавилось и новое вагонное. В годы советской власти оба предприятия расширялись. В 1980-х годах непродолжительное время в Тапа имелся цех обслуживания дизель-поездов Д1 приписки депо Тарту.
В сентябре 1991 года в связи с выходом прибалтийских республик из состава СССР и следствующей за ним ликвидации Прибалтийской железной дороги депо перешло к компании EVR. В 1997 году при разделе имущества EVR перешло в собственность компании Eesti Raudtee как депо, обслуживающее грузовые перевозки.
В январе 2005 года локомотивное и вагонное депо объединены в одно предприятие в целях повышения эффективности производственных процессов.

## Тяговые плечи
По состоянию на 2011 год тяговыми плечами депо являются почти все линии железных дорог Эстонии, за исключением некоторых подъездных веток к морским портам Эстонии.

## Подвижной состав
В депо производится текущий и капитальный ремонт тепловозов ЧМЭ3 и С36-7i американского производства, закупленные компанией Eesti Raudtee. До 2002 года в работе были и тепловозы 2М62, но часть из них была списана, а часть распродана.